# 張師正
張師正（1016年—？），字不疑，襄國（今河北邢台）人，北宋官員。

## 生平
宋真宗天禧元年出生。進士甲科及第，擔任太常博士，宝元年间，先榷酒於雕阴，后任渭州推官、知南恩州。換武爲遙郡防禦使。嘉祐中，知容州(今玉林市)、邕州(今南宁市)、宜州(今河池市)。嘉祐六年为仪鸾使、英州刺史。治平初年，為荊南鈐轄。治平二年，为大名（今属河北省）钤兵。治平三年（1066年），為辰州帥。熙寧十年（1077年），為鼎州帥。師正與魏泰、文瑩等有交往。哲宗时仍健在。著有《倦游雜錄》八卷，今存一卷；《括異志》十卷。